# Kiejstut Żemaitis

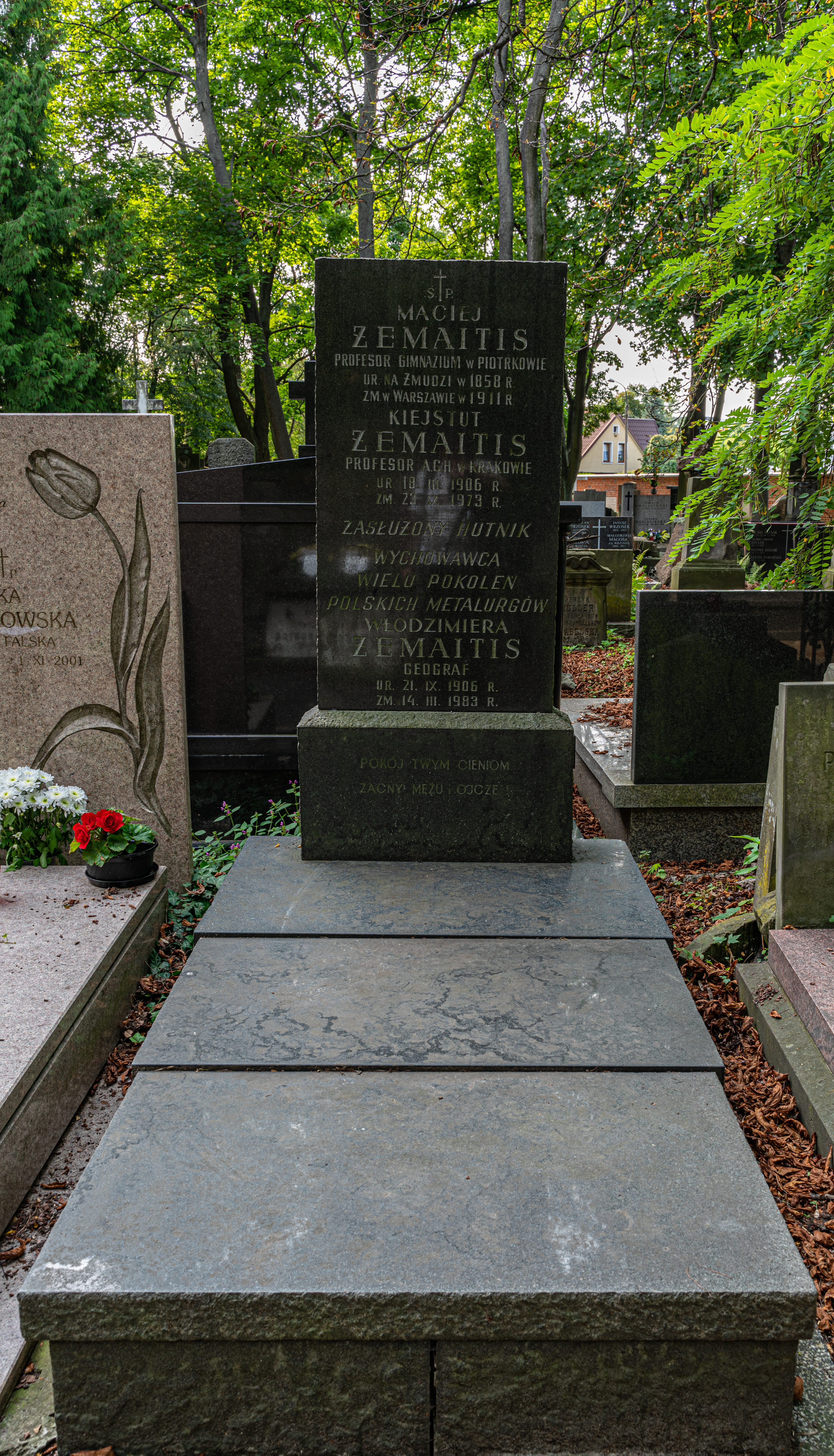
Grób Kiejstuta Żemaitisa na cmentarzu Powązkowskim

Kiejstut Gabriel Żemaitis (ur. 18 marca 1906 w Piotrkowie Trybunalskim, zm. 23 września 1973 w Warszawie) – polski inżynier hutnik i polityk. Rektor Akademii Górniczo-Hutniczej im. Stanisława Staszica w Krakowie, minister hutnictwa (1952–1957), minister przemysłu maszynowego (1957) i minister przemysłu ciężkiego (1957–1959), poseł na Sejm PRL I kadencji. Budowniczy Polski Ludowej.

## Życiorys
Syn Macieja i Albiny. Ukończył studia na Akademii Górniczo-Hutniczej w Krakowie w 1928 i uzyskał tytuł zawodowy magistra inżyniera metalurga, po studiach do 1939 pracował w Hucie „Częstochowa” i „Baildon”. W 1961 uzyskał tytuł naukowy profesora nadzwyczajnego nauk technicznych AGH. Początkowo kierował Zakładem Elektrometalurgii Stali, następnie objął Katedrę Metalurgii Stali. Po zmianie struktury AGH w 1969 pełnił funkcję kierownika Zakładu Stalownictwa w Instytucie Metalurgii. Opublikował szereg prac z dziedziny metalurgii. W 1963 został rektorem AGH, funkcję pełnił przez dwie kadencje do 1969, po czym do 1971 kierował katedrą. Członek Polskiej Akademii Nauk.
Od sierpnia 1944 służył w 2 Armii Wojska Polskiego, był dowódcą kompanii i kapitanem.
W 1946 wstąpił do Polskiej Partii Robotniczej, a w 1948 do Polskiej Zjednoczonej Partii Robotniczej. W PZPR był zastępcą członka (1959–1964) i następnie członkiem Komitetu Centralnego do 1968, w latach 1965–1969 członek egzekutywy komitetu wojewódzkiego w Krakowie. W 1946 został zastępcą dyrektora w Centralnym Zarządzie Przemysłu Hutniczego w Katowicach, następnie od 1949 do 1952 kierownik Ministerstwa Przemysłu Ciężkiego, a w 1952 Ministerstwa Hutnictwa. Następnie w latach 1952–1957 minister hutnictwa, w 1957 minister przemysłu maszynowego, a od 1957 do 1959 minister przemysłu ciężkiego. Po opuszczeniu ministerstwa do 1963 pełnił funkcję zastępcy przewodniczącego Komisji Planowania przy Radzie Ministrów. Pełnił mandat poselski na Sejm PRL I kadencji.
Został pochowany na cmentarzu Powązkowskim (kwatera 55-1-8).

## Życie prywatne
Był ojcem Magdaleny Fikus.

## Odznaczenia
- Order Budowniczych Polski Ludowej (21 lipca 1971)[5]
- Order Sztandaru Pracy I klasy (dwukrotnie, po raz drugi w 1956)[6]
- Złota odznaka „Zasłużony Działacz Związku Zawodowego Hutników” (1966)[7]
- Order Czerwonego Sztandaru Pracy (ZSRR, 1957)[8]